# Woodsia pubescens
Woodsia pubescens är en hällebräkenväxtart som beskrevs av Kurt Sprengel. Woodsia pubescens ingår i släktet Woodsia och familjen Woodsiaceae. Inga underarter finns listade.